# 民衆扇動罪
民衆扇動罪（みんしゅうせんどうざい、独: Volksverhetzung, ドイツ語発音: [ˈfɔlksfɛɐ̯ˌhɛt͡sʊŋ]:  音声ファイル）とは、ドイツ刑法典130条に定められている罪。特定の民族・宗教などの集団に対する憎悪をかき立てて、暴力を誘発するような行為を禁止する規制で、ヘイトスピーチ・ホロコースト否定・ナチス支配の賛美などに対する罪。ドイツ刑法典の「公共の秩序に対する罪」の章に含まれ、その保護法益は「公共の平穏」とするのが定説だが、「人間の尊厳」とする学説もある。

## 概要
1960年に制定されて以来たびたび改正が行われているが、2015年改正による概略は以下のようになっている。

## 解釈
保護対象とされる「国民的・人種的・宗教的集団、又はその民族性によって定められる集団」という表現には、ユダヤ人に限らずあらゆるマイノリティ・グループが含まれると理解されており、特定国出身の外国人労働者・国防軍兵士などの職業上の集団も含まれる。また保護対象の居住地はドイツ国内に限らない。
「公共の平穏を乱すのに適した態様」については「平穏が乱された事実」は必要なく、具体的な状況においてその発言等により「公共の法的安定性への信頼が揺らぐ懸念」または「攻撃された集団に対して法律違反の行為を扇動・強化する可能性」があれば十分と理解されている。
1990年代半ばにドイツ国民民主党は、第3項が集会の自由が否定されたとして欧州人権裁判所に訴えようとするが、受理されず門前払いとなった。
第3項はホロコーストの否定（歴史修正主義）を禁止するもので、結果としてドイツはホロコースト否定論の温床であるという印象を回避できている。
第4項を新設するにあたり、ナチス支配の賛美や正当化の禁止について一般法律該当性を疑問視する学説もあった。これについて連邦憲法裁判所は、刑法130条4項を一般法律ではなく特別法と判断したものの、意見制約的特別法を禁止する基本法5条に対し、同項は例外的に違憲ではないと判断した。これは、過去のナチス支配を克服する構想としてドイツ連邦共和国が誕生したことを鑑み、同項には例外が内在していることを理由としている。2009年に連邦憲法裁判所が下したこの見解は「ヴンジーデル決定」と呼ばれ、「基本法5条2項に関する新しい判断で特に重要」と評価されている。この判断は、刑法130条4項を合憲化するための結論ありきの議論という批判もあるが、一方で同項を1度限りの例外としたことで、一般法律の厳格化が図られたという評価もある。
一方で連邦憲法裁判所は、刑法130条の解釈・適応および具体的な意味理解について、表現の自由への配慮を要請しており、刑事裁判所が下したいくつかの有罪判決を覆している。例えば、ある男性がドイツの戦争責任やホロコースト否定を記した文章を飲食店店主に手渡した事を理由に民衆扇動罪で有罪となったが、連邦憲法裁判所は二人の間で文章がやり取りされただけで頒布には当たらず、平穏を乱す効果はなかったと判断し有罪判決を破棄している。

## 制定の経緯
民衆扇動罪は、1819年にフランスで制定されたプレス法の社会主義者に対処するための階級闘争扇動罪に由来する。階級闘争扇動罪は、1851年にプロイセンに受け継がれてプロイセン刑法100条となり、つづいて1871年の帝国刑法典130条へ続き、その後約90年存続する。
第二次世界大戦後の旧西ドイツでは、反ユダヤ主義は政治的・社会的課題となっていた。1950年に階級闘争罪・侮辱罪で起訴されたドイツ党幹部のヴォルフガング・ヘートラーに対し無罪判決が出たこと（へ―トラー事件）をきっかけとして、刑法130条の改正議論が起こる。さらに1950年代後半にはユダヤ人に対し「皆殺されればよかった」などの罵倒を浴びせる反ユダヤ主義的事件が多発し、ナチズムの復活を目論む勢力が現実の脅威として無視できなくなっていた。こうした状況を背景に、旧西ドイツ政府は周辺国から厳しい目を向けられ、具体的な対策を講じる必要が生じていた。
1959年のクリスマスに大規模な反ユダヤ主義的な落書き事件が起きた事（ケルン・シナゴーグの損壊事件）が決定打となり、1960年に「住民の一部」を攻撃するヘイトスピーチを規制する民衆扇動罪が成立した（現行第1項に相当）。さらに1973年には、人種に対する憎悪を駆り立てる文書を禁止する規定が、刑法131条として新設される（1994年の改正により刑法130条へ移される。現行第2項に相当）。櫻庭総は民衆扇動罪の成立を、戦後旧西ドイツが掲げた「過去の克服」を実現するためのホロコーストの実態解明・被害者補償・教育改革などと一体となった「社会的基盤を伴う立法」であったとしている。
しかし当初の民衆扇動罪では、人間の尊厳を損なわせて憎悪をかき立て、結果として社会の平穏が乱される事例に限られていたため、特定の集団に関連する歴史の否定する言説をヘイトスピーチとして処罰するのは困難であった。1980年代後半になるとアメリカやカナダで起こったホロコースト否定論が旧西ドイツにも影響を及ぼし、国内の失業率の高さを背景としてネオナチがホロコースト否定論を拡散していく。こうした状況を背景に、歴史修正主義的な言説を違法化する方向に進んでいった。
東西統一後の1992年にドイツ国家民主党党首デッケルトはロイヒター・レポートを翻訳・補足した発言を理由として1年の懲役・罰金刑の有罪判決を受けたが、1994年に連邦憲法裁判所はより詳細な認定を求めてこの判決を差し戻す。これがあたかもデッケルトが無罪であるかのような報道が行われたため、物議をかもすこととなった（デッケルト事件）。この件をきっかけとして1994年に法改正が行われた。これにより民衆扇動罪には歴史修正主義自体の違法化（現行第3項に相当）と、それを文章などで広める事も禁止する（現行第5項に相当）規定が付け加えられた。あわせて、こうした規制から教育・研究・報道などに役立つ場合を除外する規定（通称、社会妥当性条項）も設けられた（現行第7項に相当）。この法改正により、ホロコーストの否定が人間の尊厳を傷つけたことを立証する必要はなくなり、ホロコーストが否定された事実だけで立件が可能となった。桜庭は、この改正を「処罰先行型立法」と評している。
2005年は終戦60年にあたり、終戦記念日には大規模なデモ行進が行われる可能性があった。この状況で、ホロコースト否定を「予防」する観点から、同年にナチス支配の賛美や矮小化を禁止する規定が付け加えられた（現行第4項）。この第4項は短期間で成立したこともあり、当初から表現規制に関連して合憲性に疑問が投げかけられたが、2009年に前述のヴンジーデル決定によって限定解釈を施して合憲と判断された。桜庭は、この改正も「処罰先行型立法」と評している。
2011年には、ドイツが国際刑事裁判所に関するローマ規程を批准するために、国際刑法典6条を改正。これに伴い刑法130条も表現が見直された。第1項の保護対象は「住民の一部」と記されドイツに住む者に限定されていたが、これを「国民的・人種的・宗教的集団、もしくは民族性によって定められる集団」とする第2項と統一され、さらに「これらの集団に属する個人」も加えて表現を整えた。この改正により保護対象にはドイツ国外の集団や個人が含まれるようになった。
2015年には、文章や放送によるヘイトスピーチは未遂でも処罰される事となった（現行第6項）。

## 発生件数
刑法130条による摘発件数は1995年まで統計が取られていなかったが、ノモス社の『刑法コメンタール』（2013年）に掲載された刑法130条による有罪確定者は以下の通りである。
| 年次 | 事件数 | 被疑者数 | 検挙率 | 有罪件数 | 有罪件数 | 有罪件数 | 有罪件数 |
| 年次 | 事件数 | 被疑者数 | 検挙率 | 第1項    | 第2項    | 第3項    | 第4項    |
| ---- | ------ | -------- | ------ | -------- | -------- | -------- | -------- |
| 1996 | 1548   | 1095     | 54.60% | 197      | 16       | 12       |          |
| 2000 | 3294   | 3244     | 67.80% | 186      | 32       | 7        |          |
| 2001 | 4365   | 3773     | 61.90% | 329      | 85       | 44       |          |
| 2002 | 3022   | 2647     | 70.20% | 330      | 94       | 17       |          |
| 2003 | 2202   | 2142     | 67.90% | 297      | 49       | 18       |          |
| 2004 | 2649   | 2391     | 68.90% | 246      | 47       | 24       |          |
| 2005 | 2812   | 2363     | 69.80% | 226      | 46       | 33       |          |
| 2006 | 3096   | 2527     | 71.30% | 220      | 34       | 26       | 3        |
| 2007 | 3168   | 2881     | 71.40% | 318      | 62       | 53       | 5        |
| 2008 | 3354   | 2809     | 65.60% | 188      | 57       | 41       | 5        |
| 2009 | 2430   | 2685     | 65.60% | 369      | 88       | 55       | 3        |
| 2010 | 2886   | 1931     | 66.50% | 184      | 66       | 60       | 7        |

全体の傾向として被疑者数は事件数よりも少なく、同一者が複数の事件に関わっている。近年ではネオナチによる表現が摘発されるケースが増えており、被疑者の多くは若い男性とされる。
刑法130条による量刑は、第1項は3か月以上5年以下の自由刑、第2項・第4項は3年以下の自由刑又は罰金刑、第3項は5年以下の自由刑又は罰金刑である。しかし第1項については、刑法47条2項による罰金刑が課される場合もある。ベック社の『刑法コメンタール』（2015年）に掲載された統計によれば、判決は全体的に罰金刑が課されることが多く、自由刑が科されても第1項・第2項については高い確率で執行猶予がついている。